# Jahmir Young
Jahmir Young (Upper Marlboro, 7 de outubro de 2000) é um jogador norte-americano de basquete profissional que atualmente joga no Chicago Bulls da National Basketball Association (NBA) e no Windy City Bulls da G-League.
Ele jogou basquete universitário pela Universidade da Carolina do Norte em Charlotte e pela Universidade de Maryland.

## Carreira no ensino médio
Young jogou basquete pela St. Mary's Ryken High School em Leonardtown, Maryland, nos seus primeiros dois anos. Para sua terceira temporada, ele se transferiu para a DeMatha Catholic High School em Hyattsville, Maryland, devido a uma mudança de treinador na St. Mary's Ryken. Nesse ano, Young teve média de 11,7 pontos e ajudou sua equipe a conquistar o título da Washington Catholic Athletic Conference. Em seu último ano, Young foi chamado para a Equipe da Conferência e foi classificado entre os 10 melhores jogadores em seu último ano em Maryland. Um recruta de três estrelas, ele se comprometeu a jogar basquete universitário pela Universidade da Carolina do Norte em Charlotte.

## Carreira universitária
Como calouro em Charlotte, Young teve médias de 12,5 pontos, 5,2 rebotes e 2,8 assistências, sendo nomeado para a Terceira-Equipe da Conference USA e ganhando o Prêmio de Calouro do Ano. Ele foi homenageado oito vezes como Calouro da Semana da C-USA, tornando-se o quarto jogador na história a alcançar esse feito. Em sua segunda temporada, ele teve médias de 18 pontos, 4,9 rebotes e 2,5 assistências, sendo chamado para a Primeira-Equipe da C-USA. Em 17 de janeiro de 2022, Young marcou o recorde de sua carreira, 30 pontos, em uma derrota por 96-67 contra Florida Atlantic. Em seu terceiro ano, ele teve médias de 19,6 pontos, 5,9 rebotes e 3,7 assistências e foi selecionado para a Primeira-Equipe da C-USA. Em 29 de março de 2022, ele se declarou para o draft da NBA de 2022, mantendo sua elegibilidade universitária, e posteriormente entrou no portal de transferências em 7 de abril.
Em 27 de abril de 2022, Young se transferiu para a Universidade de Maryland. Young, mantendo suas opções profissionais em aberto, também anunciou que continuaria no processo do draft da NBA enquanto preservava sua elegibilidade. Em seu primeiro ano na universidade, Young, atuando como armador principal, liderou a renovação da equipe sob o comando do treinador Kevin Willard. Em 2023, Young foi nomeado para a Segunda-Equipe da Big Ten tanto pelos treinadores quanto pela mídia.

## Carreira profissional

### Grand Rapids Gold (2024–2025)
Após não ser selecionado no draft da NBA de 2024, Young juntou-se ao Denver Nuggets para a Summer League de 2024 e, em 31 de julho de 2024, assinou com eles. No entanto, ele foi dispensado em 8 de outubro e, em 28 de outubro, juntou-se ao Grand Rapids Gold da G-League.

### Chicago Bulls (2025–Presente)
Em 19 de fevereiro de 2025, Young assinou um contrato de duas vias com o Chicago Bulls e seu afiliado da G-League, Windy City Bulls.

## Estatísticas da carreira

### Universidade
| Ano      | Equipe    | PJ  | PT  | MPJ  | AP   | 3P   | LL   | RT  | AS  | BR  | TO | PPJ  |
| -------- | --------- | --- | --- | ---- | ---- | ---- | ---- | --- | --- | --- | -- | ---- |
| 2019–20  | Charlotte | 29  | 29  | 32.3 | .426 | .373 | .738 | 5.2 | 2.8 | 1.6 | .3 | 12.5 |
| 2020–21  | Charlotte | 25  | 25  | 37.5 | .423 | .338 | .834 | 4.9 | 2.5 | 1.0 | .3 | 18.0 |
| 2021–22  | Charlotte | 31  | 31  | 35.8 | .468 | .341 | .892 | 5.9 | 3.7 | 1.1 | .5 | 19.6 |
| 2022–23  | Maryland  | 35  | 35  | 31.4 | .415 | .311 | .831 | 4.6 | 3.1 | 1.3 | .4 | 15.8 |
| 2023–24  | Maryland  | 32  | 32  | 35.3 | .404 | .324 | .900 | 4.9 | 4.2 | 1.3 | .3 | 20.4 |
| Carreira | Carreira  | 152 | 152 | 34.4 | .427 | .337 | .839 | 5.1 | 3.2 | 1.2 | .3 | 17.2 |

## Links externos
- Biografia de Maryland
- Biografia do Charlotte 49ers